# 友達の唄 (BUMP OF CHICKENの曲)
「友達の唄」（ともだちのうた）は、BUMP OF CHICKENの19枚目のシングル。2011年2月23日にトイズファクトリーから発売された。

## 概要
- アルバム『COSMONAUT』発売より2ヶ月後と比較的短期間でのリリースとなっており、『COSMONAUT』とは同時購入者連動キャンペーンが行なわれていた。
- オリコン週間ランキングでは初登場2位を、Billboard JAPAN「Hot Animation」では初登場1位を獲得した。なお、「Hot Animation」では2011年度年間3位を記録した。

## 収録曲
- 全曲作詞・作曲：藤原基央　編曲：BUMP OF CHICKEN

1. 友達の唄 （6:15）
東宝配給映画で、2011年に公開された『映画ドラえもん 新・のび太と鉄人兵団 〜はばたけ 天使たち〜』主題歌。
『COSMONAUT』最新曲であった「三ツ星カルテット」の次に書かれ、『COSMONAUT』レコーディング・セッションの終盤に録音された曲[1]。
メンバー4人ともに『ドラえもん』の大ファンであり、特に今回起用された『鉄人兵団』はオファーを受ける前年に、メンバーだけで行われる恒例のクリスマス・パーティーでも揃って鑑賞していたほどのお気に入りの作品だったという[2]。
藤原はこれまで主題歌オファーを受けた際は「物語と自分の共通項を探すことが多かった」というが、今回は初めて「その物語のモチーフを基軸」にリルルの視点からのび太を描いて作詞された[1][3]。藤原は特にのび太への思い入れを強く語り、「のび太の曲でしかない」とまで発言している[4]。直接のモチーフとなった風景は「終盤の半壊状態となった街の地下鉄の入り口でしゃがみ込むリルルと、それを見つけるのび太」のシーケンス。デモテープの段階からホーンアレンジはあったというが、ストリングスを加えたのはプロデューサーのアイデア[1]。また、アーティストの公式YouTubeチャンネルで新曲として初めて公開したプロモーションビデオ[注 1]の冒頭と最後の街を空撮しているシーンは旧作映画でも描かれており、これはオマージュと思われる。
オリジナルアルバム『RAY』に収録されるまで、約3年1ヶ月の期間を要した。これは全シングルの中でも最長である。
2. 歩く幽霊 （3:28）
アップテンポな曲調で、2010年末の「友達の唄」のセッションの際に生まれた曲。間奏のハーモニカは藤原がドキュメント時に奏でたものと同じである。
PVは撮影されたが現時点では公開されていない。

- 隠しトラックに「仕事 〜Job〜」が収録されている。今回は曲の前だけにではなく、曲の後にも数分間無音が続いている。

## 収録アルバム
- 『RAY』（#1）
- オリジナルアルバム以外では下記の3枚にそれぞれ収録。
  - 『映画ドラえもん主題歌大全集』（#1）
  - 『映画ドラえもんうたの大全集』（#1）
  - 『藤子・F・不二雄生誕90周年記念 藤子・F・不二雄 MUSIC HISTORY』（#1）

## 参加ミュージシャン
- 弦一徹ストリングス：Strings(M-1)
- 西村浩二：Trumpet(M-1)